# Juncosa
|  | Per a altres significats, vegeu «Juncosa (desambiguació)». |

Juncosa —o Juncosa de les Garrigues— és un municipi de la comarca de les Garrigues. Situat sobre un turó en una vall oberta i lluminosa als contraforts de la serra de la Llena i limitant amb el Priorat, ocupa un sector de la plataforma oligocènica que constitueix el marge migionenc de la Depressió Central. Morfològicament, té dues grans unitats: la del nord del poble forma part de la plataforma garriguenca i la del sud, accidentada, correspon als contraforts de la serra de la Llena. D'aquest sector davallen les rieres que van a desguassar al Segre, la Vall Major o riera de Juncosa i d'altres secundàries. La hidrografia està regentada per llargues valls consegüents orientades al nord-oest, com la vall Major i la vall de Reig. Fa cruïlla entre dues valls de curs intermitent. El terme de Juncosa té una extensió de 76,5 km² i una població que oscil·la els 580 habitants. Limita amb els termes garriguencs de Bellaguarda (SO), els Torms (O), l'Albagés (N), Cervià de les Garrigues (NE) i la Pobla de Cérvoles (E) i amb el d'Ulldemolins (S), del Priorat. El nom de Juncosa li ve donat perquè, en el seu inici (vers l'any 1194), el lloc on avui està enclavat el poble era un turó envoltat de joncs (del llatí juncus), que vol dir “jonquera, lloc de joncs”. Dels seus habitants se'n diu juncosans.
Des de Lleida hi arriba l'Eix Maials-Flix i desviant a la cruïlla d'Alcanó s'agafa la L-700 que va fins al Soleràs. Un cop allí aquesta enllaça amb la L-701 que condueix a Juncosa. Des de les Borges Blanques s'agafa la C-230 fins a Juncosa.

## Geografia
- Llista de topònims de Juncosa (Orografia: muntanyes, serres, collades, indrets…; hidrografia: rius, fonts...; edificis: cases, masies, esglésies, etc.).

## Demografia
| 1497 f | 1515 f | 1553 f | 1717 | 1787 | 1857  | 1877  | 1887  | 1900  | 1910  |
| ------ | ------ | ------ | ---- | ---- | ----- | ----- | ----- | ----- | ----- |
| 62     | 30     | 16     | 63   | 442  | 1.078 | 1.325 | 1.148 | 1.244 | 1.259 |

| 1920  | 1930  | 1940  | 1950  | 1960 | 1970 | 1981 | 1990 | 1992 | 1994 |
| ----- | ----- | ----- | ----- | ---- | ---- | ---- | ---- | ---- | ---- |
| 1.137 | 1.101 | 1.011 | 1.005 | 815  | 695  | 628  | 603  | 583  | 583  |

| 1996 | 1998 | 2000 | 2002 | 2004 | 2006 | 2008 | 2010 | 2012 | 2014 |
| ---- | ---- | ---- | ---- | ---- | ---- | ---- | ---- | ---- | ---- |
| 582  | 594  | 629  | 616  | 558  | 546  | 508  | 479  | 458  | 438  |

| 2016 | 2018 | 2020 | 2022 | 2024 | 2026 | 2028 | 2030 | 2032 | 2034 |
| ---- | ---- | ---- | ---- | ---- | ---- | ---- | ---- | ---- | ---- |
| 418  | 393  | 395  | 401  | 390  | -    | -    | -    | -    | -    |

## Economia
L'activitat econòmica de Juncosa se centra principalment en l'agricultura i la ramaderia. L'economia juncosana es mantingué més o menys estable fins que la producció de la vinya quedà frenada dràsticament per la fil·loxera, i a partir d'aleshores el conreu de la vinya va anar de baixa i va dominar completament el de l'olivera, l'ametller, els cereals i la pastura del bestiar oví al llarg del segle xx. Durant molts anys l'agricultura ha estat l'únic ingrés econòmic de les famílies que durant tot l'any treballaven la terra per tal d'obtenir un producte de gran qualitat com és l'oli d'oliva verge extra que elabora la Cooperativa Agrícola Sant Isidre, la qual té un molí d'oli dins la denominació d'origen d'olis de Les Garrigues. Després s'hi afegí l'explotació avícola i ramadera. A més, durant la dècada dels 80, es van crear explotacions familiars bovines.
Al poble també hi ha botigues alimentàries:
- L'economat
- Ca la Maite

A més a més de les botigues també és possible trobar dos bars, el bar Casal i el bar Ralets

## Llocs d'interès

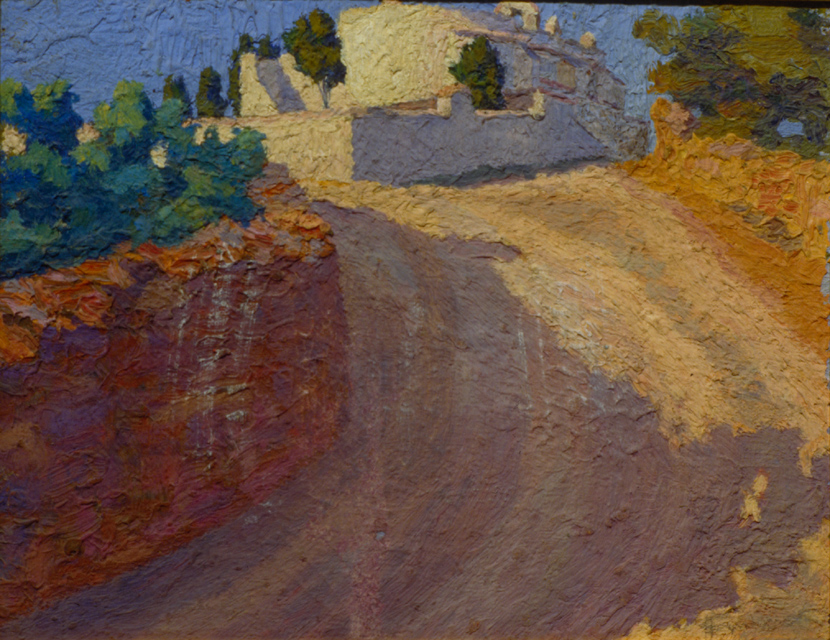
Paisatge, d'Antoni Samarra i Tugues, presenta
una vista de Juncosa pels volts de 1912 (obra al Museu d'Art Jaume Morera).

El Dipòsit municipal d'aigua data de l'any 1897 i està format per dues naus rectangulars separades per sis pilars a cada un dels quals s'adossen quatre arcs. Les cobertes són fetes per voltes de quatre punts.
Els porxos coneguts popularment pels perxis, van ser les portes d'accés a la fortificació del segle xix. Un mira a la façana de l'Església parroquial i l'altre és a uns 50 metres a l'esquena d'aquest, tot presidint el carrer quatre cantons. Hi ha una creença tradicional que diu que Juncosa és al mig del món, ja que Déu nostre Senyor va clavar la punta fixa del compàs per tal de traçar l'esfera terrestre en un punt sota un dels porxos que hi ha davant de l'església, on avui dia encara es pot veure el forat. És per aquest motiu que hi ha records de Juncosa on hi ha escrit: "I Juncosa al mig del món". Hi ha una llegenda que narra que l'aigua que brolla al costat de l'ermita de Sant Joan cura de qualsevol mal de vista i de ceguera i tothom que coneix aquesta llegenda, quan va a l'ermita, es renta els ulls per tal d'evitar malalties en la visió.
La Plaça del Mig del Món és dins del nucli urbà, presideix el barri del Castell. Hi ha enclavada la pedra que escenifica la dita popular que Juncosa és al Mig del Món.
L'Església parroquial de la Nativitat de Santa Maria presideix el nucli antic. Construïda al llarg dels segles xviii i xix, la façana i la torre són d'estil neoclàssic. L'interior, dividit en tres naus, és barroc. Té un majestuós campanar de base quadrada, el qual mitjançant unes petxines entallades es converteix en vuitavat a mesura que s'enlaira. Destaca el retaule, rèplica exacta del que es va destruir el 1936.
El despoblat de la Sisquella és a uns 3 km del poble. En resta només el santuari de la Mare de Déu de la Sisquella, petit edifici sense interès arquitectònic, on es venera la imatge de la Verge. Prop seu hi ha un arc apuntat del segle xii, solitari, que evoca el d'Adar, potser del primitiu temple. Aquest lloc es va repoblar el 1197 i va passar després al domini de Poblet. A mitjans del segle xiv tenia 10 focs i encara estava habitat el 1635, però el 1708 ja era un terme rònec.
El despoblat de Vall de Reig és al nord del poble, també prop d'una vall afluent al riu Set prop de l'Albagés. Conserva restes de l'antic castell de Vall de Reig. Repoblat abans del 1226, pertanyia al monestir de Poblet al segle xiv i estava deshabitat al començament del segle xviii.
L'Ermita de Sant Joan és a un quilòmetre aproximadament del poble i està ubicada dins d'una roca. És d'ascendència preromana amb culte a les aigües i a les roques. La primera notícia que hi ha de l'ermita és de finals del segle XVI-XVII.

## Festes i tradicions
Confecció Revista Reculls JuncosansTrimestralment, l'Associació de joves confeccionen la revista reculls juncosans, que com molt bé diu el seu nom, recull tot allò que passa o ha passat al municipi, es publiquen diferents escrits de persones de la localitat i altres que hi volen col·laborar, etc.
Dia de la gent granMes d'agost. L'Associació de Jubilats i Pensionistes organitza cada any la diada de la gent gran que s'inicia amb una Missa, visita als padrins que no poden assistir, un berenar-sopar i per acabar ball o bé actuació d'algun grup d'havaneres, esbart dansaire...
Santa ÀguedaDia 5 de febrer. L'Associació de dones és l'encarregada d'organitzar aquesta festa. Primer es fa una missa amb ofrena floral i a continuació un sopar amb ball per a totes les dones del poble.
La Sardinada10 de setembre.
Nadal, Sant Esteve i Cavalcada de ReisS'organitza una sessió de ball on hi està tothom convidat i llavors es reparteixen torrons i cava. L'Associació de joves (El Triangle) són els encarregats de fer passar una bona estona als més petits del poble amb l'arribada del Pare Noel i fer cagar el tió. El dia 5 de gener comença amb l'arribada de SS MM els Reis d'Orient amb les seves carrosses i patges. Una vegada arriben a la plaça major van a l'església a adorar al nen Jesús. La festa conclou amb l'entrega de regals a la sala del ball.
Festa Major de la Nativitat de la Mare de DéuDia 8 de setembre. En aquest dia es commemora la patrona de la nostra localitat. Durant uns dies s'organitzen diferents activitats socioculturals.
Festa Major de Sant IsidreDia 15 de maig. Celebració dedicada al patró de Juncosa. Durant uns dies s'organitzen diferents activitats socioculturals.
Setmana CulturalPrimera quinzena mes de juliol. Durant set dies, l'Ajuntament amb la col·laboració de les diferents associacions i entitats del municipi organitzen cursets, conferències i altres activitats, amb l'objectiu de fomentar la cultura.